# Raphael Schäfer (Politiker)

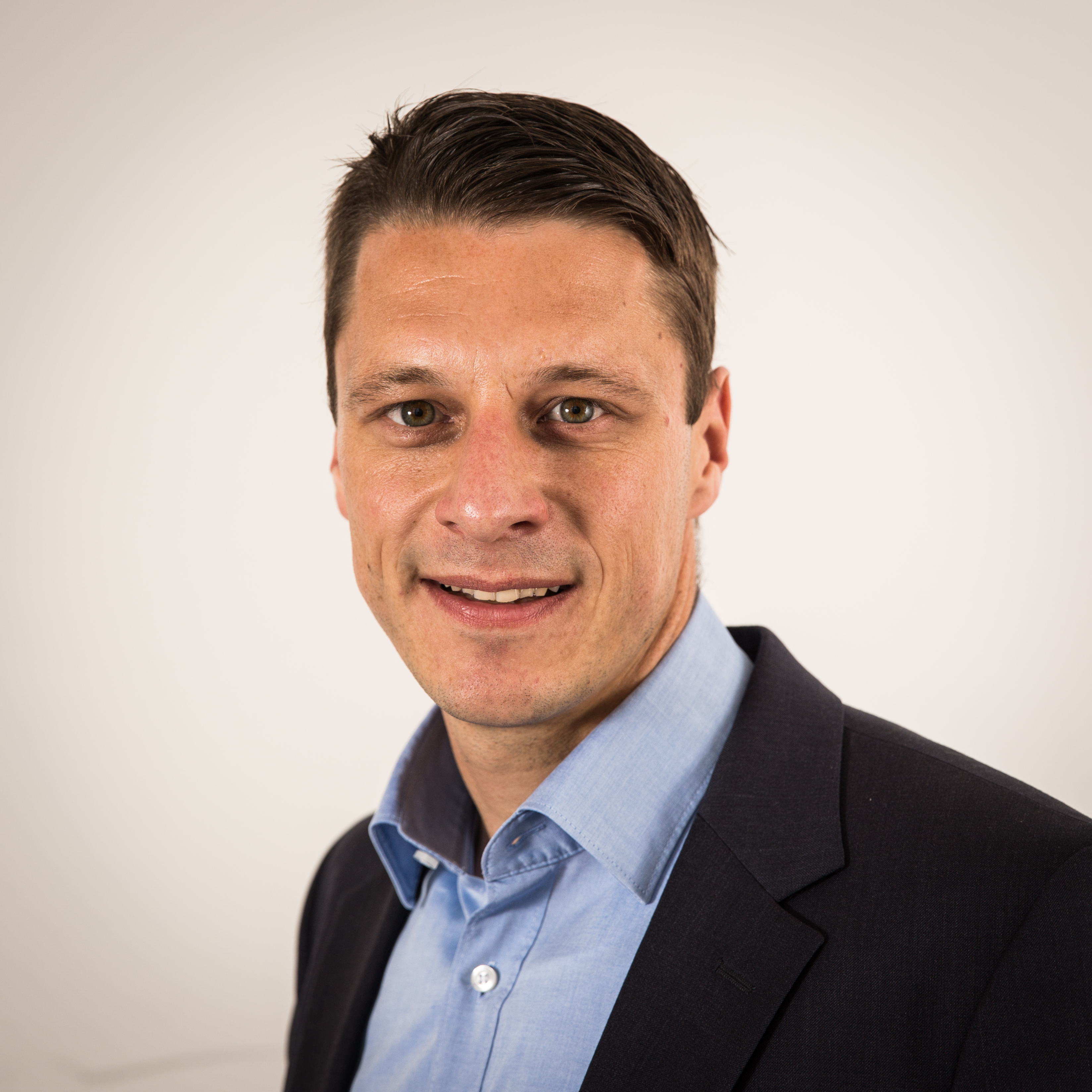
Raphael Schäfer (2017)

Raphael Peter Schäfer (* 6. März 1981 in Saarlouis) ist ein deutscher Politiker (CDU). Er ist seit 2017 Mitglied im saarländischen Landtag.

## Leben
Schäfer ist Diplom-Verwaltungswirt (FH) und leitete nach seinem Studium mehrere Jahre lang das Wahlkreisbüro von Peter Altmaier (MdB). Zum Zeitpunkt der Wahl zum Landtagsabgeordneten war er Referatsleiter im saarländischen Ministerium für Inneres und Sport unter Klaus Bouillon. Seit 2016 ist er CDU-Fraktionsvorsitzender im Saarlouiser Stadtrat. Am 26. März 2017 gelang ihm bei der Landtagswahl im Saarland über den Kreiswahlvorschlag im Wahlkreis Saarlouis der Einzug als Abgeordneter in den Landtag des Saarlandes. Bei der Landtagswahl 2022 wurde er erneut in den Landtag gewählt.
Er wurde als Mitglied des LC Rehlingen deutscher Meister im Langstrecken- und Hindernislauf und gehörte vier Jahre lang der Sportfördergruppe der Bundeswehr an.